# Peter Firth
Peter Firth (27. listopada 1953. Bradford) je engleski glumac. Poznat je kao glavni glumac u mnogim filmovi i serijama iz britanske produkcije od 70-ih do 2000.

## Film
1977. dobitnik zlatnog globusa za najbolju mušku sporednu ulogu u filmu Equus.

## Serija
2003., 2005., 2006., 2009., Zajedno s ekipom serije Obavještajci dobitnik nagrade BAFTA. Jedini je glumac koji je glumio u svih 8 sezona.

## Filmografija
- King Arthur, the Young Warlord (1975.)
- Aces High (1976.)
- Joseph Andrews (1977.)
- Equus (1977.)
- When You Comin' Back, Red Ryder? (1979.)
- Tess (1979.)
- Fire and Sword (1982.)
- Born of Fire (1983.)
- Sword of the Valiant: The Legend of Sir Gawain and the Green Knight (1984.)
- White Elephant (1984.)
- Lifeforce (1985.)
- Letter to Brezhnev (1985.)
- A State of Emergency (1986.)
- Prisoner of Rio (1988.)
- Tree of Hands (1989.)
- The Pleasure Principle (1992.)
- El marido perfecto (1993.)
- Shadowlands (1993.)
- White Angel (1994.)
- An Awfully Big Adventure (1995.)
- Merisairas (1996.)
- Marco Polo: The Missing Chapter (1996.)
- Gaston's Wa] (1997.)
- Amistad (1997.)
- Mighty Joe Young (1998.)
- Chill Factor (1999.)
- Pearl Harbor (2001.)
- The Greatest Game Ever Played (2005.)

## Vanjske poveznice
- IMDb profil
- IBDB profil